# Kurtzmanomyces insolitus
Kurtzmanomyces insolitus är en svampart som beskrevs av J.P. Samp. & Fell 1999. Kurtzmanomyces insolitus ingår i släktet Kurtzmanomyces och familjen Chionosphaeraceae.   Inga underarter finns listade i Catalogue of Life.